# 小津町 (愛西市)
小津町（おづちょう）は、愛知県愛西市の地名。字が6つある。

## 地理
旧佐織町中央部に位置する。東は勝幡町、西は諏訪町、南は北河田町に接する。

### 字一覧
（五十音順・読みはyahoo!地図による）
- 浦田面（うらためん）
- 江新田（えしんでん）
- 川東（かわひがし）
- 観音堂（かんのんどう）
- 猿尾（さるお）
- 古堤（ふるづつみ）

## 歴史

### 町名の由来
当地は三宅川・日光川・領内川が合流する場所に近く、船着場が所在したことを意味する。

### 沿革
- 江戸時代 - 尾張国海東郡の尾張藩領佐屋代官所支配の小津村として所在[7]。
- 1889年（明治22年） - 合併に伴い、藤浪村大字小津となる[7]。
- 1906年（明治39年） - 合併に伴い、佐織村大字小津となる[7]。
- 1939年（昭和14年） - 町制施行に伴い、佐織町大字小津となる[7]。
- 2005年（平成17年）4月1日 - 合併に伴い、愛西市小津町となる。

## 世帯数と人口
2019年（令和元年）5月1日現在の世帯数と人口は以下の通りである。
| 町丁   | 世帯数  | 人口  |
| ------ | ------- | ----- |
| 小津町 | 227世帯 | 542人 |

### 人口の変遷
国勢調査による人口の推移
| 2005年（平成17年） | 634人 | [ 8 ] |  |
| 2010年（平成22年） | 587人 | [ 1 ] |  |
| 2015年（平成27年） | 577人 | [ 9 ] |  |

## 小・中学校の学区
市立小・中学校に通う場合、学区は以下の通りとなる。
| 字                             | 小学校               | 中学校             |
| ------------------------------ | -------------------- | ------------------ |
| 川東                           | 愛西市立勝幡小学校   | 愛西市立佐織中学校 |
| 浦田面 江新田 観音堂 猿尾 古堤 | 愛西市立北河田小学校 | 愛西市立佐織中学校 |

## 交通

### バス
- 愛西市巡回バス（2020年4月1日現在）[11]

|    | 停留所名             | ルート               |
| -- | -------------------- | -------------------- |
| 69 | 佐織総合福祉センター | 八開、佐織北、佐織南 |

### 道路
- 愛知県道121号津島稲沢線[5]

## 施設
- 八竜社[5]
- 真宗大谷派願蓮寺[5]
- 薬師堂[5]

## その他

### 日本郵便
- 郵便番号 : 496-8009[3]（集配局：津島郵便局[12]）。